# Sapopema
Sapopema là một đô thị thuộc bang Paraná, Brasil. Đô thị này có diện tích 677,61 km², dân số năm 2007 là 6812 người, mật độ 9,9 người/km².